# تد بنت (بازیکن فوتبال)
تد بنت (انگلیسی: Ted Bennett؛ ۲۲ اوت ۱۹۲۵ – ۲۳ اوت ۲۰۱۸) بازیکن فوتبال اهل بریتانیا بود.
از باشگاه‌هایی که در آن بازی کرده‌است می‌توان به باشگاه فوتبال ساوتال، باشگاه فوتبال کویینز پارک رنجرز، باشگاه فوتبال ابسفلیت یونایتد، و باشگاه فوتبال واتفورد اشاره کرد.
وی همچنین در تیم‌های ملی فوتبال England national amateur football team و تیم فوتبال المپیک بریتانیای کبیر بازی کرده‌است.